# Lonatura delicata
Lonatura delicata är en insektsart som beskrevs av Beamer 1938. Lonatura delicata ingår i släktet Lonatura och familjen dvärgstritar. Inga underarter finns listade i Catalogue of Life.